# Artemis Fowl (2020)
Artemis Fowl (bra: Artemis Fowl: O Mundo Secreto) é um filme de aventura e ficção científica estadunidense, produzido pela Walt Disney Pictures e TriBeca Productions e distribuído pela Disney+, baseado na coleção de livros Artemis Fowl. Dirigido por Kenneth Branagh e escrito por Conor McPherson e Hamish McColl, o filme foi lançado em 12 de junho de 2020 nos Estados Unidos.

## Enredo
Artemis Fowl é um garoto de 12 anos extremamente inteligente que usa sua capacidade para roubar. Um dia, ele descobre um local mágico chamado mundo das fadas. Decidido a roubar a fortuna local, ele sequestra um elfo e cobra um resgate para libertá-lo. Só que logo a Liga de Elite da Polícia parte em seu encalço.

## Elenco
- Lara McDonnell como Holly Short
- Nonso Anozie como Domovoi Butler, o confiante guarda de Artemis
- Judi Dench como Commandante Root
- Josh Gad como Mulch Diggums
- Tamara Smart como Juliet Butler, irmã de Butler
- Hong Chau como Opala Koboi
- Colin Farrell como Artemis Fowl I
- Miranda Raison como Angeline Fowl, mãe de Artemis
- Nikesh Patel como Foaly, técnico da LEPrecon
- Joshua McGuire como Briar Cudgeon
- Chi-Lin Nim como Trouble Kelp
- Lewy Xing como Grub Kelp
- Jean-aul Ly como Nguyen
- Adam Basil como um Troll
- Hannah Flynn como Um trabalhador da LEPrecon
- Matt Townsend como Um trabalhador da LEPrecon
- Michael Abubakar como Burr
- Evan Jones
- Jake Davies
- Rachel Denning
- Matt Jessup como Budd
- Simone Kirby como Mrs. Byrne
- Sally Messham como Sky Willow
- Bernardo Santos como um Groomsman
- Adrian Scarborough como O Chefe Globlin
- Vincenzo Nicoli como Sargento Goblin
- Conor MacNeill como O Tenente dos Goblin
- Adam Basil e Taylor James como os Trolls
- Laurence Kinlan como Beachwood Short
- Fabio Cicala como Um Músico Ambulante
- Sebastian Witt como Uma Criança
- Jason Shillingford como Um Fotógrafo

## Produção

### Desenvolvimento
Em 2001, foram anunciados planos para uma adaptação cinematográfica da série. A Miramax Films foi nomeada como compradora dos direitos do filme com Lawrence Guterman, assinado para dirigir. Em 2003, Colfer afirmou que um roteiro havia sido finalizado e que o elenco deveria começar no mesmo ano, mas expressou ceticismo sobre se isso aconteceria ou não. O filme permaneceu em desenvolvimento e foi considerado um inferno em desenvolvimento até 2011, quando foi relatado que Jim Sheridan estava interessado em dirigir o filme.
Em julho de 2013, a Walt Disney Pictures anunciou que um filme da Artemis Fowl sobre os eventos do primeiro e segundo romances da série seria produzido pela Disney e The Weinstein Company, com o roteiro de Michael Goldenberg. Robert De Niro e Jane Rosenthal assinaram o projeto como produtores executivos.
Em 1 de setembro de 2015, a Variety informou que Kenneth Branagh havia sido contratado para dirigir o filme para a Disney, com o dramaturgo irlandês Conor McPherson como roteirista e Judy Hofflund como produtora executiva. Eoin Colfer confirmou isso em um vídeo para Artemis Fowl Confidential, e conversou com a RTE Radio 1 sobre o encontro com Branagh várias vezes para discutir isso antes do anúncio. Em 12 de setembro de 2017, a Disney anunciou que a adaptação para o filme será lançada em 9 de agosto de 2019. Em 27 de novembro de 2018, a Walt Disney Studios lançou um trailer do filme.

### Escolha de elenco
Em 18 de setembro de 2017, foi relatado que Judi Dench estava em negociações para um papel não especificado. Foi anunciado em 11 de outubro de 2017 que a Disney imediatamente removeu Harvey Weinstein como produtor do filme, bem como encerrou sua parceria de produção com a The Weinstein Company após um escândalo de má conduta sexual envolvendo Weinstein. Em 20 de dezembro de 2017, foi anunciado que a recém-chegada irlandesa Ferdia Shaw havia sido escolhida como Artemis Fowl, juntamente com Dench como comandante Root, Josh Gad como Mulch Diggums, Lara McDonnell como a capitã Holly Short e Nonso Anozie como Butler.

### Filmagens
Em 12 de março de 2018, o resto do elenco foi anunciado (incluindo Nikesh Patel como Potrus) quando a produção principal começou. O filme foi filmado no Longcross Studios, e na Inglaterra, Irlanda do Norte e Ho Chi Minh City.

## Lançamento
O filme foi originalmente agendado para um lançamento nos cinemas em 9 de agosto de 2019 pela Walt Disney Studios Motion Pictures, mas em 7 de maio de 2019, o filme foi adiado para 29 de maio de 2020. Em 3 de abril de 2020, o lançamento do filme nos cinemas foi cancelado, por causa da pandemia de COVID-19, e, em vez disso, seria lançado digitalmente no Disney+ em 12 de junho de 2020. Segundo Vulture, a Disney, movendo o filme diretamente para o serviço de streaming, foi vista como "o sinal da morte de Artemis como uma franquia de filmes "por especialistas do setor, porque" as receitas de assinatura da plataforma [são] incapazes de gerar um retorno sobre o investimento que justificaria o preço de US $ 125 milhões do filme".

## Recepção
Artemis Fowl tem recepção geralmente negativa pela crítica especializada. A Comic Book Resources escreveu que os críticos estavam "criticando o filme por não ser divertido o suficiente e [por] má execução". No Rotten Tomatoes , o filme mantém um índice de aprovação de 9% com base em 117 avaliações, com uma classificação média de 3,55 / 10. O consenso dos críticos do site diz: "Um candidato a franquia que irritará os fãs do material original e deixará os recém-chegados confusos, Artemis Fowl é frustrante mente incapaz de voar". No Metacritic, o filme tem uma pontuação média ponderada de 31 em 100, com base em 33 críticos, indicando "críticas geralmente desfavoráveis".
Kate Erbland, da IndieWire, atribuiu ao filme um "D +" e observou que o filme não possuía "uma estrela eficaz, bons efeitos, coerência geral e qualquer senso de mágica real", escrevendo: "Tirando sérias liberdades dos dois primeiros livros da série" - tanto melhor para diminuir o tamanho de um enredo lotado, uma das poucas boas escolhas criativas que foram usadas na produção do filme - o roteiro de Conor McPherson e Hamish McColl eventualmente afina uma história complicada para quase nada". Peter Debruge da Variety disse que o filme parece "tortuosamente longo em apenas 93 minutos" e que "temos um filme com um herói vagamente definido, um vilão ainda mais vago e um monte de coisas voando na tela, a serviço de um desses finais que sugere que acabei de assistir a história de origem de um personagem que nunca mais ouviremos".